# Yuxarı Vılık
Yuxarı Vılık è un comune dell'Azerbaigian situato nel distretto di Lerik. Conta una popolazione di 299 abitanti.